# Mesaoria
Mesaoria (grško Μεσαορία, turško Mesarya) je prostrana, široka planota, ki predstavlja severno središče otoka Ciper.

## Geografija
Mesaoria je ime za prostrano planoto, ki se razteza čez otok od zaliva Famagusta na vzhodu do zaliva Morfou na zahodu in je dolga 96 km, široka pa med 16 in 32 km.
Vodotoki, ki jo prečkajo, so zgolj zimski hudourniki, ki se spuščajo z južne verige, a komaj dosežejo morje. Pedieos (grško Πεδιαίος/Πηθκιάς, turško Kanlı Dere) in lalias (Yialias, Idalias) izgubita večino svojih poplavnih voda v močvirjih okoli Salamisa, blizu zaliva Famagusta. Pedieos izvira blizu Machaire in teče blizu Nikozije, tekla je skozi, preden so reko preusmerili Benečani. Ialias izvira zelo blizu izvira Pedieosa, teče skozi Niso. Dali (starodavna Idalion) in Pyroi prečkata Mesaorio v smeri, ki je bolj ali manj vzporedna z reko Pedieos. Manjši, a bolj stalni potok je Cares (Clarios), ki teče s pobočij Troodosa v zaliv Morphou.
Planota Mesaoria je na vzhodu in zahodu omejena s Sredozemskim morjem, na jugu z gorovjem Troodos in na severu s  Kirenijskim pogorjem (Pentadaktylos). Ima površino približno 1000 km². Dviga se do nadmorske višine 325 m, s povprečno nadmorsko višino okoli 100 m. To planoto prečkajo številne reke in drugi vodotoki, vendar nobena od njih nima vode skozi vse leto.
Aluvialne ravnice v središču otoka so večinoma posledica pogostih deževnih neviht in poplav, ki so z gora prinesle ogromne količine lahkih naplavin, ki so se razširile po nižjih območjih, predvsem s človeškim delovanjem sistem colmatage, ki se izvaja že od nekdaj. To je imelo za posledico splošno dvigovanje kopenske površine in mimogrede naravne melioracije številnih hektarjev zemlje v nižjih delih Mesaorie, ki so bili nekoč morski rokavi.
Beseda Mesaoria (včasih črkovana Mesarya) v grščini pomeni »med gorami«. Večinoma je Mesaoria ravna, gola ravnina z malo drevesi, razen tistih, ki so zasajena kot zaščita proti vetru. To je kmetijsko središče Cipra, vendar je za vodo popolnoma odvisno od zimskih padavin in namakanja, kar omejuje proizvodnjo. Je tudi najbolj naseljena regija na otoku, ki vsebuje na desetine vasi in veliko največjih mest, vključno z glavnim mestom Nikozijo.
Zaradi krčenja gozdov je velik del Mesaorie pokrit s Kafkallo (lokalni izraz, ki se nanaša na kalcijev karbonat, ki je bil stisnjen v trdo ponev). Edine rastline, ki dobro uspevajo na tej površini, hitro pojedo pašne živali, kar je močno povečalo erozijo tal.
Planota s subtropskim polsušnim podnebjem je lahko poleti neprijetno vroča, saj so običajne temperature okoli 40 °C. Padavin je bistveno manj kot v gorah, vendar so v zadnjih letih zgradili številne jezove in namakalne sisteme za zajemanje gorskih odtokov.

## Zgodovina
Pred dvajsetimi milijoni let je bil Ciper pravzaprav razdeljen na dva otoka, ki sta bila predhodnika Kirenijskega pogorja in gorovja Troodos. Pred približno enim milijonom let je nastala plaota Mesaoria, ki je povzročila nastanek današnjega otoka Ciper. V različnih časih so spreminjajoče se gladine Sredozemskega morja prekrivale in razkrivale planoto; v današnji obliki je od konca pleistocena.
Na planoti Mesaori so bili odkriti sledovi poljedelstva iz neolitika. V antičnih časih je bilo celotno središče otoka prekrito z gostimi gozdovi. Večino teh so posekali sredi 1. stoletja pred našim štetjem, da bi zagotovili les za ptolemajske ladje. Poleg tega je bilo posekanega veliko lesa za pridobivanje energije za pridobivanje bakra. Vendar pa so bili še v poznem 16. stoletju na planoti še vedno precejšnji sestoji dreves. Danes so edina preostala gozdnata območja na okoliških gorah, zlasti na gorovju Troodos.
Kot je razvidno iz papeškega dokumenta iz leta 1196, je bila vzhodna regija Mesaoria do 12. stoletja naseljena z gosto mrežo vasi. Planota je služila kot glavna kmetijska regija na otoku.
Ena sama železniška proga s širino 1,108 m in je bila zgrajena preko celotne planote, od Famaguste do Nikozije (58 km) in nato do Karavostasija v zalivu Morfou (nadaljnjih 55 km). Dela so se začela leta 1904, prestolnica Nikozija ps je bila povezana 21. oktobra 1905. Proga je bila zaprta/nehala obratovati leta 1951.